# Paranagia glabripars
Paranagia glabripars là một loài bướm đêm trong họ Erebidae.